# 1976 DC
1976 DC eller (187746) 1976 DC är en asteroid som korsar Mars omloppsbana. Den upptäcktes den 27 februari 1976 av den danske astronomen Richard West vid La Silla-observatoriet..
Asteroiden är ungefär 1,6 km i diameter. Den senaste periheliepassagen skedde den 5 januari 2022.